# Анелия Милкова
Анелия Милкова е европейска шампионка по таекуон-до ITF, носителка на много медали от световни и европейски първенства по таекуон-до и сават.
Състезателка на ABC Fight Club - София с главен инструктор и треньор Красимир Гергинов (VII дан таекуон-до).

## Биография и дейност
Анелия Милкова е родена на 27 август 1978 г. в София. Започва да тренира таекуон-до в „Калоян“, Перник, след което и в ABC Fight Club . Защитава I дан през 1997 г. пред корейския майстор Сок Мин Чол. Дебютира на Европейско първенство през 2006 г., в Гърция, и става европейска шампионка заедно с българския отбор жени в дисциплината силов тест. През 2007 г. получава приза за таекуондист на годината на Българската федерация по таекуон-до ITF, заедно с останалите си съотборнички от националния отбор жени, с които печелят отборната титла на спаринг на Европейското първенство в Естония и четири индивидиуални титли . През 2008 г. става европейска шампионка на спаринг в категория до 45 кг на първенството в Хърватия. Завършила е Национална спортна академия „Васил Левски“, специалност таекуон-до.

## Спортни успехи

### Европейско първенство сават, Будапеща, 2015 г.
- Бронзов медал спаринг жени 48 кг

### Европейско първенство, Италия, 2010 г.
- Европейска шампионка отборно спаринг жени
- Европейска шампионка отборно силов тест жени
- Бронзов медал спаринг жени 45 кг
- Бронзов медал отборно специална техника жени

### Световно първенство, Русия, 2009 г.
- Бронзов медал отборно специална техника жени

### Европейско първенство, Словения, 2009 г.
- Европейска шампионка отборно спаринг жени
- Сребърен медал силов тест жени
- Сребърен медал специална техника жени
- Бронзов медал отборно форма жени

### Европейско първенство, Хърватия, 2008 г.
- Европейска шампионка спаринг жени 45 кг
- Сребърен медал отборно силов тест жени
- Сребърен медал отборно специална техника жени
- Бронзов медал отборно спаринг жени
- Бронзов медал отборно форма жени

### Европейско първенство, Естония, 2007 г.
- Сребърен медал спаринг жени 45 кг

### Световно първенство, Словения, 2007 г.
- Сребърен медал спаринг жени 45 кг

### Европейско първенство, Гърция, 2006 г.
- Европейска шампионка отборно силов тест жени
- Бронзов медал спаринг жени 45 кг
- Бронзов медал отборно форма жени